# Nicht versöhnt
Nicht versöhnt ist ein deutscher Spielfilm aus dem Jahr 1965 von Jean-Marie Straub nach dem Roman Billard um halb zehn (1959) von Heinrich Böll.

## Handlung
Im Mittelpunkt der nicht ganz einstündigen Geschichte steht die Kölner Architektenfamilie Fähmel. Ihr Handeln und Nicht-Handeln, ihre Courage, Feigheit und ihre Fluchten vor der Verantwortung werden anhand dreier Generationen ab 1907 über den Zeitraum von rund einem halben Jahrhundert skizziert.
Ausgangspunkt ist der 80. Geburtstag des Familienoberhaupts Heinrich Fähmel. Aus diesem Anlass treffen sich alle verbliebenen Fähmels in Köln. In Rückblenden werden ihre Geschichte, ihr vielfältiges Versagen wie auch ihre Verstrickungen nacherzählt. Heinrich erhielt 1907 den Auftrag, eine Abtei zu bauen und musste im Ersten Weltkrieg ins Feld ziehen. Diese Ereignisse berührten Heinrich kaum, hinterließen aber in der Seele seiner Frau tiefe Wunden. Beider Sohn Robert, der in der Anfangszeit des Nationalsozialismus als Jugendlicher in eine angeblich antifaschistische Verschwörung involviert war, musste sich daraufhin 1934 in die Niederlande absetzen. Aufgrund der engen Kontakte des Vaters zu den braunen Machthabern konnte Robert nach nur zwei Jahren ins Reich unbeschadet zurückkehren, wurde aber im Zweiten Weltkrieg eingezogen.
Sein Freund und Verschwörungskumpan Schrella hingegen, kam nicht so glimpflich davon. Noch zwanzig Jahre später, zur Zeit der Bundesrepublik Deutschland, wird nach ihm wegen dieser Aktion in Nazi-Deutschland polizeilich gefahndet. Ausgerechnet Robert geriet kurz vor Kriegsende in die für ihn schreckliche Situation, als Sprengmeister der Wehrmacht die von Vater Heinrich errichtete Abtei aus strategischen Gründen in die Luft jagen zu müssen. Denunziant Nettlinger, der einst Robert und Schrella bei der braunen Staatsmacht anschwärzte, hatte hingegen weder in seinem Leben noch seiner Seele irgendeinen Schaden genommen. Stets schwamm er wie eine Fettperle oben auf und macht nun auch in der Bundesrepublik Karriere: Er wurde Minister.
Schließlich kommt es am Ehrentag Heinrichs zu einem dramatischen Zwischenfall: Roberts Mutter Johanna, die aufgrund aggressiver Schübe und Depressionen mittlerweile geistig verwirrte Matriarchin des Hauses, zielt mit einer Pistole auf den gleichfalls eingetroffenen Dr. Nettlinger, um ihn für seinen Verrat an Sohn Robert zu richten. Doch dieser kommt mit dem Schrecken davon…

## Produktionsnotizen
Nicht versöhnt bzw. Nicht versöhnt oder Es hilft nur Gewalt, wo Gewalt herrscht entstand 1964 und 1965 und wurde am 4. Juli 1965 bei einer Sonderveranstaltung im Rahmen der Berlinale erstmals gezeigt. Massenstart war am 11. Februar 1966. Die Erstausstrahlung im Fernsehen erfolgte am 25. August 1969 in der ARD.

## Vorgeschichte
Nachdem die experimentell ausgefallene Böll-Verfilmung Das Brot der frühen Jahre (1961) „weder Geld noch Prestige“ eingebracht hatte, war man vonseiten Heinrich Bölls und des Verlagshauses Kiepenheuer & Witsch mehr als vorsichtig und skeptisch, als Straub im Sommer 1962 mit seinem Filmprojekt an den berühmten Schriftsteller herantrat. Jean-Marie Straub erschien mit einem Rohentwurf für das „Billard“-Drehbuch bei Böll und überzeugte ihn vom Projekt einer Verfilmung. Böll schrieb am 12. Juli 1962 an Straub: „Machen Sie die Sache“ und bekräftigte am 2. August: „Von Dr. Witsch bekam ich inzwischen einen sehr freundlichen, ja wirklich guten Brief über Sie und ihr Vorhaben.“ Straub drehte Probematerial und stieß damit auf immer weniger Gegenliebe bei Verlag und Autor. Verleger Witsch beurteilte das Filmfragment als „dilettantisch und laienhaft“. Nachfolgend sank die Stimmung zwischen den Parteien rapide, alldieweil Straub arrogant und mehrfach wortbrüchig geworden sei und schlussendlich mehrfach mit Selbstmord gedroht haben soll, wenn man sich seinen künstlerischen Vorstellungen nicht fügen würde. Dennoch kam es zum Dreh, und das Resultat sollte die Kritiker spalten.

## Kontroversen
Der Film war in seiner Konzeption, Gestaltung und Präsentation bei seiner Erstaufführung bei den IFF in Berlin 1965 derart umstritten, dass er „Hohn und Spott der Filmkritiker“ erntete. Die „etwa 250 im Kino versammelten Leute hatten die Sternstunde des Films offenbar nicht erkannt: sie lachten“, wie Der Spiegel zu berichten wusste. Auch Heinrich Böll und sein Verleger Joseph Caspar waren von Straubs filmischer Umsetzung offenbar derart schockiert, dass „es zu einer gerichtlichen Auseinandersetzung kam, die mit einem Vergleich endete.“ Ursprünglich hatten beide gefordert, sämtliche Kopien des Films vernichten zu lassen. Bei einer späteren Ansicht änderten zahlreiche Kritiker jedoch ihre Meinung und wandelten sich von scharfen Ablehnern zu „hymnischen Fürsprechern“. Dagegen waren andere Kontrahenten auch nach Jahren mit dieser Straub-Arbeit buchstäblich unversöhnt. Für diese Kritiker „ist das von Straub konsequent verwirklichte Stilprinzip eine Sackgasse. […] Angemessen wäre vielleicht die Feststellung, daß hier ein Experiment in Teilen gelungen ist, daß man es fruchtbar machen könnte, wenn man Vorzüge und Fehler des Films leidenschaftslos abzuwägen versuchte.“

## Kritiken
„… der größte Film seit Lang und Murnau.“

„Haarsträubend dilettantisch.“

„Es fängt damit an, daß „Nicht versöhnt“ keine Verfilmung des Böllschen Romans ist, die den Autor der Vorlage respektiert. Straub wollte keinen Film nach Böll, sondern einen über Deutschland machen und hat deshalb einen über Bölls Roman gemacht in der Einsicht, daß ein solcher Roman ebenso typisch für ein Land ist wie die primäre Realität, auf die er sich bezieht. Und so hat Straub den Roman auch nicht in ein Drehbuch umgearbeitet, das diesem folgt, sondern ihn in Fragmente aufgelöst, die er behandelt wie Dokumente. Straub hat diesen Fragmenten außerdem ihre chronologische Ordnung wiedergegeben, die in der Vorlage zerstört war, aber nicht, um verständlicher zu werden, sondern nur, um die Brüchigkeit einer solchen Ordnung um so deutlicher aufzuzeigen. (…) War der Roman ein hermetisch abgerundetes Ganzes, so ist der Film aus Disparatem zusammengestückelt: aus Erzählfragmenten, die sich ins Gehege kommen. (…) Und darin bediente sich Straub einer Technik, die der Kluges in gewisser Weise verwandt ist: Wie Kluge behandelt er Ideen und Vorstellungen wie Fakten, wie dieser macht er Fiktionen als Fiktionen und Dokumente als Dokumente und die Fiktionen als Dokumente kenntlich, auf den identischen Realitätscharakter von beidem hinweisend, wie Kluge schließlich ist es ihm gelungen, über seinen häßlichen Gegenstand in einer ihm angemessenen Sprache zu sprechen, von der Zerstörung, die er schildert, in einer zerstörten Sprache zu handeln.“

„Straub ging es nicht um eine lineare Verfilmung der Romanvorlage, vielmehr versuchte er, mit den Mitteln des Films,  die auf ihren Kern reduzierte Aussage  von Bölls Roman wiederzugeben. (…) Der Film beinhaltet nicht nur eine Auseinandersetzung  mit der Vergangenheit, er ist auch eine Auseinandersetzung  mit der Vergangenheitsbewältigung seiner Zuschauer.“

„Straub hat den verschachtelten, an vielfältigen Details  reichen Roman in seinem nur gut 60 Minuten langen Film auf das Wesentliche zu reduzieren versucht. Geblieben ist der Kern des Romans, die These, daß es keine Versöhnung geben kann, solange Schuld nicht angenommen wird. Straub hat seinen Film so inszeniert, daß der Zuschauer gezwungen wird. Handlungselemente zu ergänzen, Situationen auszumalen, den Film gleichsam erst im eigenen Bewußtsein fertigzustellen. Das macht freilich das Verständnis schwierig, zumal Straub einen asketischen Bildstil bevorzugt, Laien als Darsteller einsetzt und sie zu einer durchaus laienhaften, eintönigen Sprechweise anhält.“

„Eigenwillige Verfilmung des Romans "Billard um halb zehn" von Heinrich Böll. (…) Der Film gestaltet ein bedrückendes Thema deutscher Vergangenheit und Gegenwart mit außergewöhnlichen künstlerischen Mitteln. Die strenge, an Brechts Verfremdungstheorie geschulte Ästhetik des Filmemacher-Paares Straub/Huillet macht es dem Zuschauer nicht immer leicht, beeindruckt aber durch ihre Konsequenz und Originalität. Eines der interessantesten Werke des "Jungen deutschen Films".“